# ニクソンの政敵マスター・リスト
ニクソンの政敵マスター・リスト（ニクソンのせいてきマスター・リスト、英語: a master list of Nixon political opponents）は、いち早く作成されたリチャード・ニクソン大統領に敵対すると考えられた20人の重要人物からなるニクソンの政敵リストを補うものとして作成されたリスト。このマスター・リストは、チャールズ・コルソンの下で編まれ、覚書としてジョン・ディーンに送られた。後にディーンは、上院ウォーターゲート特別委員会に、その時点までに更新を重ねていた政敵の「マスター・リスト」を提出した。当初のリストには「黒人議員たち (Black Congressmen)」という記載もあり、「すべての黒人議員（男女問わず）(all of the Black congressmen [and congresswomen])」が対象とされていた

## 反響
キャロル・チャニングは、このリストに載ったことについて、自分の最大の成果だと語った。やはりこのリストに載った、トーク番組のホストでジャーナリストのルー・ゴードンは、名が挙がったことは「名誉勲章 (badge of honor)」だと述べた。
同様に、トニー・ランドールは、この件をとても誇りに思っていたと、ランドールに言及したジャック・クラグマンの回顧録に記述がある。
作家ハンター・S・トンプソンは、エッセイ集『The Great Shark Hunt』の中で、自分の名が挙がらなかったことに落胆して、「こんな壊滅的な疎外を受けるより、執念深い税務調査の方がよほどいい (I would almost have preferred a vindictive tax audit to that kind of crippling exclusion.)」と述べた。
カール・ジェラッシの自伝『The Pill, Pigmy Chimps, and Degas' Horse』は、彼がこの政敵リストに載っていた頃に アメリカ国家科学賞をニクソン大統領から授与されたことに触れている。ジェラッシは、自分がこのリストに挙がったのは、ベトナム戦争に反対していたからであろうと述べた。

## リストに挙げられた人々

### 上院議員
| - バーチ・バイ (Birch Bayh) - J・W・フルブライト (J. W. Fulbright) - フレッド・R・ハリス (Fred R. Harris) - ハロルド・ヒューズ (Harold Hughes) - エドワード・M・ケネディ (Edward M. Kennedy) | - ジョージ・マクガヴァン (George McGovern) - ウォルター・モンデール (Walter Mondale) - エドマンド・マスキー (Edmund Muskie) - ゲイロード・ネルソン (Gaylord Nelson) - ウィリアム・プロクスマイアー (William Proxmire) |

### 下院議員
| - ベラ・アプツーグ (Bella Abzug) - ウィリアム・R・アンダーソン (William R. Anderson) - ジョン・ブラデマス (John Brademas) | - ロバート・ドリナン神父 (Father Robert Drinan) - ロバート・カステンメイアー (Robert Kastenmeier) - ライト・パットマン (Wright Patman) |

黒人議員
| - シャーリー・チザム (Shirley Chisholm) - ウィリアム・クレイ (William Clay) - ジョージ・コリンズ (George Collins) - ジョン・コニャーズ (John Conyers) - ロナルド・デラムス (Ronald Dellums) - チャールズ・ディグス (Charles Diggs) | - オーガスタス・ホーキンス (Augustus Hawkins) - ラルフ・メトカーフ (Ralph Metcalfe) - ロバート・N・C・ニックス (Robert N. C. Nix) - パーレン・ミッチェル (Parren Mitchell) - チャールズ・ランゲル (Charles Rangel) - ルイス・ストークス (Louis Stokes) |

### その他の政治家
- ジョン・リンゼイ (John Lindsay) - ニューヨーク市長
- ユージーン・マッカーシー (Eugene McCarthy) - 元上院議員
- ジョージ・ウォーレス (George Wallace) - アラバマ州知事

### 諸団体
- ブラックパンサー党 (Hughie Newton [sic]（正しくは「Huey」だが、「Hughie」と記されていた）
- ブルッキングス研究所 (Brookings Institution)、レスリー・H・ゲルブ (Lesley Gelb [sic]（正しくは「Leslie」だが、「Lesley」と記されていた）ほか
- ベトナム和平のための経営者運動 (Business Executives Move for VN Peace)、ヘンリー・E・ナイルズ (Henry E. Niles) 全国会長、ヴィンセント・マギー (Vincent McGee) 事務局長
- 議会効率化委員会 (Committee for an Effective Congress)、ラッセル・ヘメンウェイ (Russell Hemenway)
- コモン・コーズ (Common Cause)、ジョン・ガードナー (John Gardner)、モートン・ハルペリン (en:Morton Halperin)、チャールズ・グッデル (Charles Goodell)、ウォルター・ヒッケル (Walter Hickel)
- 連邦議会黒人議員幹部会 (Congressional Black Caucus
- COPE（アメリカ労働総同盟・産業別組合会議 (AFL-CIO) 政治教育委員会）(COPE (AFL-CIO Committee on Political Education)))、アレクサンダー・E・バーカン (Alexander E Barkan)
- カウンシル・フォー・ア・リバブル・ワールド (Council for a Livable World)、バーナード・T・フェルド (Bernard T. Feld) マサチューセッツ工科大学物理学教授
- 農業者組合 (Farmers Union)、全米農業者団体 (NFO)
- 政策研究所 (Institute of Policy study)[sic]（正しくは「Studies」だが、「study」と記されていた）、リチャード・バーネット (Richard Barnet、マーカス・ラスキン (Marcus Raskin)
- ナショナル・エコノミック・カウンシル (National Economic Council, Inc.)
- 全米教育協会 (National Education Association)、会長サム・L・ランバート (Sam M. Lambert
- 全米学生協会 (National Student Association)、会長チャールズ・パーマー (Charles Palmer)
- 全国福祉権協会 (National Welfare Rights Organization)、ジョージ・ワイリー (George Wiley)
- ポトマック・アソシエイツ (Potomac Associates)、ウィリアム・ワッツ (William Watts)
- SANE (SANE)、サンフォード・ゴットリープ (Sanford Gottlieb)
- 南部キリスト教指導者会議 (Southern Christian Leadership)、ラルフ・アバーナシー (Ralph Abernathy)
- 第三次平和構築への挑戦に関する全国会議 (Third National Convocation on the Challenge of Building Peace)、会長ロバート・ルーサ (Robert V Roosa)
- 経営者教育基金 (Businessmen's Educational Fund)